# Daily Planet (Bordell)

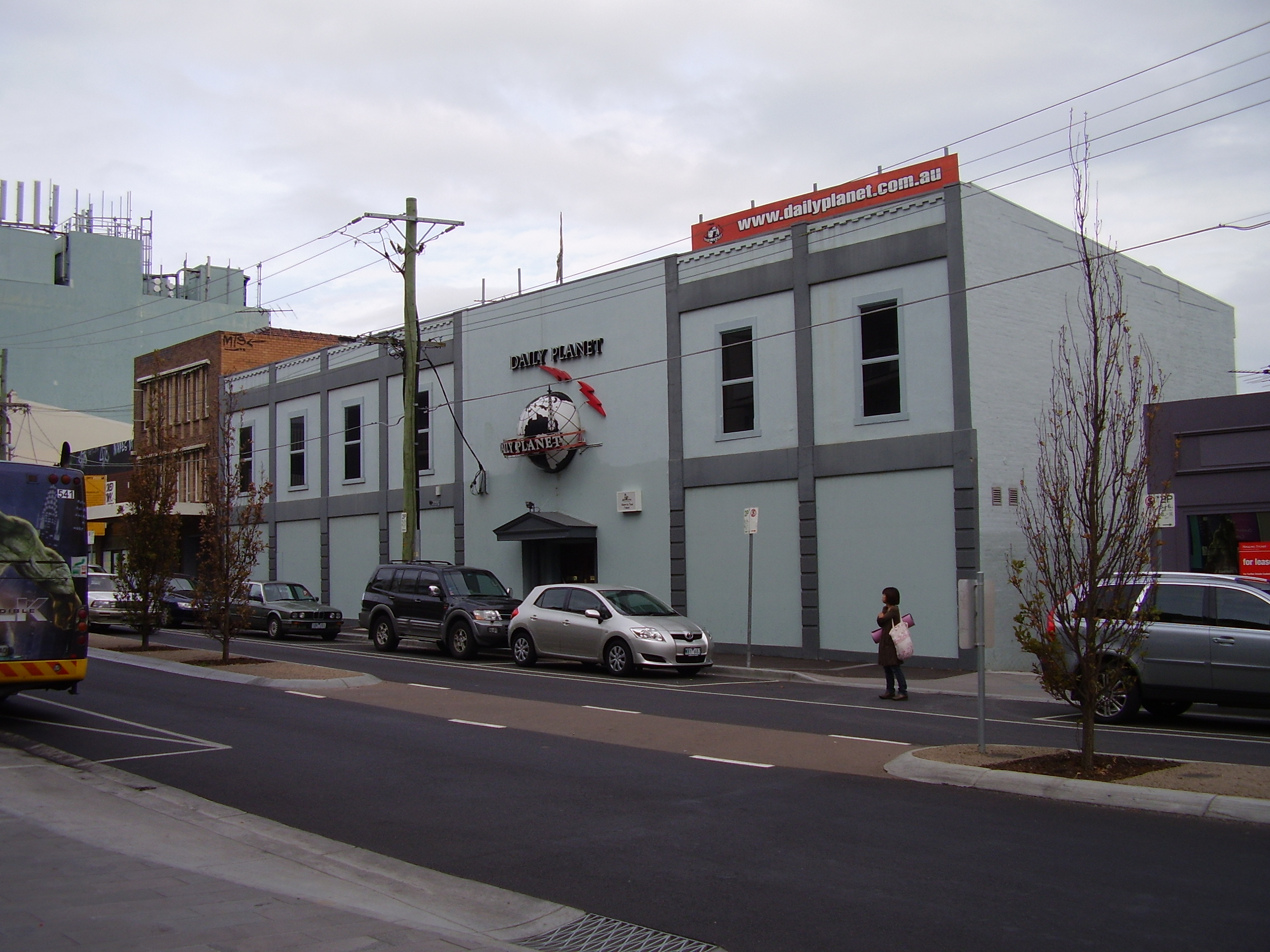
Das Daily Planet (2008)

Das Daily Planet ist ein lizenziertes Bordell im Stadtteil Elsternwick, Melbourne, Australien, welches weltweit bekannt wurde, als es 2003 ankündigte, eine Notierung an der Börse anzustreben.
Das Unternehmen wurde 1975 von John Trimble gegründet, der heute noch an dem Unternehmen beteiligt ist. 2002 erwirtschaftete das Unternehmen einen Gewinn von 2 Mio. AUS-$. 
2003 wurde das Unternehmen in einen Bordellbetrieb  und eine Immobiliengesellschaft geteilt, die entstandene Immobiliengesellschaft wurde als Daily Planet Ltd. an der Börse platziert. Für Werbezwecke wurde Heidi Fleiss engagiert. Durch die erzielten Einnahmen der Börsenplatzierung wurden Stripteaselokale erworben.
2004 sollte die Beteiligung der Daily Planet Ltd. an dem Bordellbetrieb für 5,7 Mio. AUS-$ verkauft, die Gesellschaft in Planet Platinum umfirmiert und sich auf die Beteiligungen an den Stripteaselokalen beschränkt werden, dies wurde jedoch nicht umgesetzt. 
2007 fiel der Börsenwert der Aktie auf ein Viertel ihres Einstandskurses zurück. Heute wird die Aktie nicht mehr gehandelt.